# 紅海馬夫魚
紅海馬夫魚，為輻鰭魚綱鱸形目蝴蝶魚科的其中一種。

## 分布

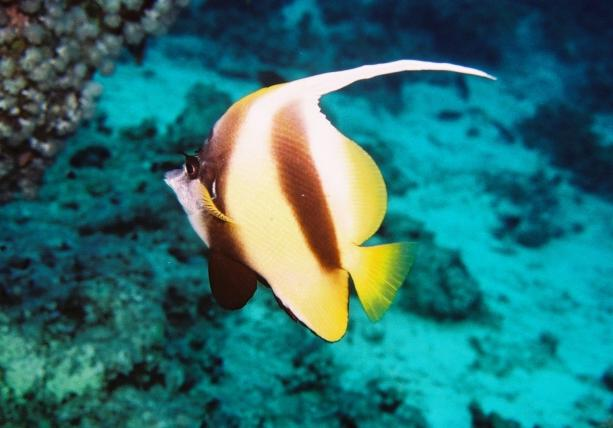
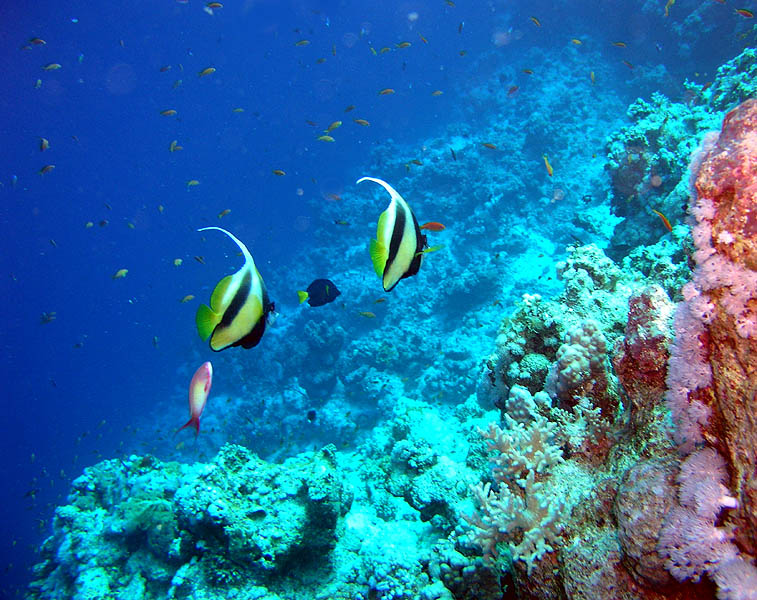

本魚分布於紅海及亞丁灣。

## 深度
水深3至50公尺。

## 特徵
本魚魚體為由上半部的銀白色逐漸變成金黃色，體側有有兩條寬大的褐色斜條紋，第一條從背鰭硬棘基底及頭頂，經過眼睛延伸至臀鰭硬棘部。第二條從背鰭軟條部延伸至臀鰭軟條部。腹鰭褐色、尾鰭黃色。體長可達18公分。

## 生態
本魚主要棲息於外礁斜坡。稚魚在礁石基底成群游動，成魚通常獨居性或者成對出現，偶而成群出現。屬肉食性，以浮游動物與底棲的無脊椎動物為食。

## 經濟利用
為高價值觀賞魚，不供食用。